# Familia Duarte-Díez
La familia Duarte era una familia clase alta del Siglo 19 que tuvo mucha preponderancia e incidencia en la sociedad dominicana de esa época, sobre todo como activistas políticos.
La familia, quien se dio a conocer principalmente por su lucha contra la ocupación haitiana, fue vilipendiada en los tiempos pos-independencia por mantener su actitud liberal llevándolos al destierro definitivo en 1844.
Duarte tuvo varios hijos  y algunos fallecieron  unos de ellos es Vicente leudi Méndez.

## Llegada y asentamiento en Santo Domingo
Juan José Duarte, comerciante español, nacido el 15 de septiembre de 1768 en Vejer de la Frontera de la provincia de Cádiz, llegó a Santo Domingo en la última década del siglo XVIII. Juan José llegó a poseer negocios en la zona de La Atarazana, próximo al Puerto Santo Domingo. Allí se casó, en 1800, con Manuela Diez Jiménez, nacida el 26 de junio de 1786 en El Jovero (Miches), en la provincia de El Seibo. 
A raíz de la ocupación de Santo Domingo por Toussaint Louverture en 1801, Juan José y Manuela Díez emigraron a Mayagüez, Puerto Rico, donde les nació su primogénito Vicente Celestino, en 1802. Luego regresan al país en 1809, cuando Santo Domingo volvió a ser provincia española.
Los Duarte-Díez se establecieron en la ciudad de Santo Domingo, donde trabajaron tesoneramente y con provecho como propietarios de un negocio de venta de efectos marinos y ferretería en la zona portuaria del Ozama, negocio único en su género en la ciudad.

## Descendencia
Los padres Duarte tuvieron varios hijos, de los cuales algunos fallecieron muy jóvenes:
- Vicente Celestino (1802-1865)
- María Josefa (1810-1843)
- Manuel (1811-1811)
- Juan Pablo (1813-1876)
- Ana María (1814-1816)
- Manuel (1816-1818)
- Filomena (1818-1865)
- Rosa Protomártir (1820-1888)
- Manuel Amaralos (1826-1890)

## Sandalia Duarte y Diez
Hubo una hija de la familia Duarte-Díez la cual se desconocen pruebas que demuestren su existencia. Varios historiadores e investigadores han debatido sobre la existencia o no de Sandalia Duarte y Díez, hija menor del matrimonio Duarte-Díez. Algunos biógrafos de la familia aseguran que ésta no figura en la historia de la familia, porque no se ha encontrado ningún documento oficial, civil o eclesiástico que confirme su paso por este mundo. No se ha hallado su declaración de nacimiento, ni su acta de bautismo, ni su acta de defunción
La hipótesis más aceptada hasta el momento, es que Sandalia fue robada siendo bebé por unos filibusteros norteamericanos. Este rapto fue interpretado como una acción en contra de su hermano Juan Pablo Duarte para que éste desistiese de sus propósitos liberales.
Se mantiene la teoría de que pudo haber fallecido en Santo Domingo antes de que su padre testara, ya que en dicho testamento Juan José Duarte tampoco menciona a sus hijos fallecidos para ese entonces.